# Konserwatyzm społeczny
Konserwatyzm społeczny – jedna z odmian konserwatyzmu; powstała ona w II połowie XX wieku w Stanach Zjednoczonych jako odpowiedź na działalność progresywnych ruchów liberalnych.

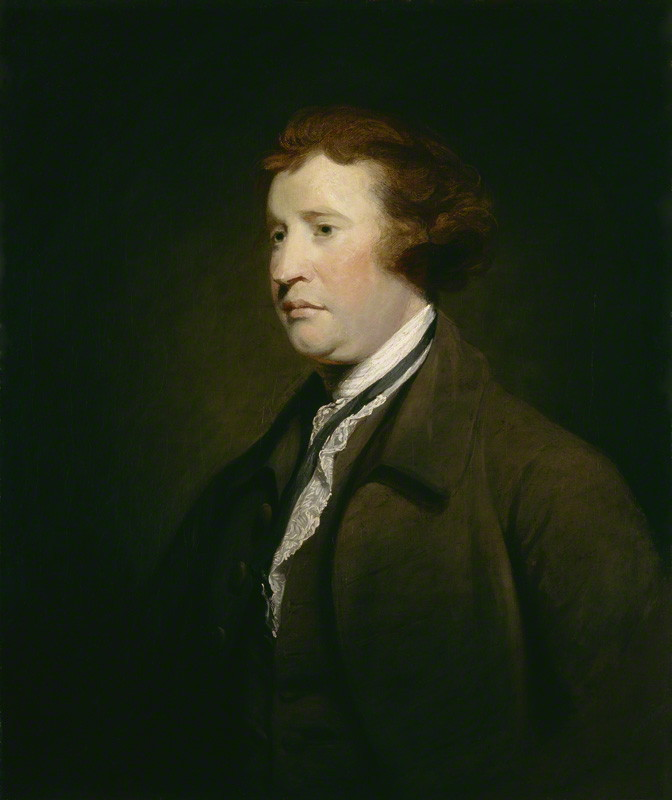
Edmund Burke - jeden z pierwszych i najważniejszych konserwatystów społecznych, uważany za ojca nowoczesnego konserwatyzmu

Zwolennicy tej odmiany konserwatyzmu opierają swoje poglądy na tradycjonalizmie, patriotyzmie, rolach płciowych, wartościach rodzinnych, militaryzmie i bezpieczeństwie narodowym. Są sceptyczni wobec zmian zachodzących w społeczeństwie oraz wobec liberalizacji w kwestiach społecznych (w tym sprzeciwiają się legalizacji aborcji oraz prawom osób LGBT); konserwatyści społeczni postrzegali te zmiany jako zagrożenie dla tradycyjnych wartości. Wspierają prawo do uczestniczenia w życiu publicznym przez instytucje religijne, sprzeciwiając się również ateizmowi państwowemu oraz sekularyzmowi.
Konserwatyzm społeczny jest krytykowany przez anarchistów; według nich, stanowiska konserwatystów w kwestiach społecznych są autorytarne, ponieważ ustanawiają szereg norm moralnych, które muszą być przestrzegane przez społeczeństwo.